# علی‌غار، پاکستان
علی‌غار، پاکستان (به انگلیسی: Aligarh, Pakistan) یک منطقهٔ مسکونی در پاکستان است که در پنجاب (پاکستان) واقع شده‌است.

## خصوصیات
علی‌غار ۱۵۱ متر بالاتر از سطح دریا واقع شده‌است.